# Christine L. Borgman
Christine L. Borgman (* 1951) je americká vědkyně v oboru informační vědy, výzkumná profesorka a vedoucí Katedry Informačních studií na Kalifornské univerzitě v Los Angeles.

## Studium
Borgman získala bakalářský titul v oboru matematiky na Michiganské státní univerzitě, odkud pokračovala se svým studiem na Pittsburské univerzitě. Zde absolvovala magisterský program se zaměřením na knihovní vědu, na Stanfordově univerzitě pak získala doktorský titul z oboru komunikace.

## Výuka
Christine L. Borgman vyučovala na Katedře informačních studií na Kalifornské univerzitě do roku 2018, kdy pedagogickou činnost ukončila a začala se soustředit na výzkum. Ve svých kurzech se zaměřovala hlavně na management dat.
Jako hostující profesorka vyučovala v akademickém roce 2004/2005 a 2012/2013 na Oxford Internet Institute, který je součástí Oxfordské univerzity. V rámci Oxfordské univerzity také působila jako visiting scholar a v roce 2016 měla přednášku v Centru pro digitální stipendium Oxfordské univerzity týkající se jejího výzkumu publikovaného v monografii Big Data, Little Data, No Data. V podobné roli působila také v astrofyzikálním ústavu Harvard-Smithsonian Center for Astrophysics, Harvard Data Science Initiative a výzkumném centru Berkman Klein Center for Internet & Society při Harvardově univerzitě, na Lundské univerzitě ve Švédsku, na Oliver Smithies Fellow at Balliol College, Digital Archiving and Networked Services (DANS) a The eHumanities Group v Nizozemsku. Jako hostující profesorka působila také na Univerzitě Loughborough v Anglii.

## Vědecká činnost

### Výzkum
Ve svých výzkumech se zabývá především infrastrukturou znalostí, informačními technologiemi a informační politikou, soukromým a informační bezpečností, postupy vědeckých dat a využití digitálních nástrojů ve studiu (tzv. digital scholarship). Je vedoucí Centra pro infrastrukturu znalostí pod Katedrou Informačních studií Kalifornské univerzity v Los Angeles, v rámci kterého od druhé poloviny 90. let 20. století provádí výzkumy. Centrum se zabývá hlavně výzkumem postupů a politiky vědeckých dat, vědecké komunikace a otevřené vědy.

### Publikace
Během svého dosavadního působení ve vědě zveřejnila více než 250 publikací týkajících se hlavně informační a počítačové vědy a komunikace. Vydala tři monografie Big Data, Little Data, No Data (2015), Scholarship in the Digital Age (2007) a From Gutenberg to the Global Information Infrastructure (2003) a je autorkou kapitoly Embedded Network Sensing v publikaci World Wide Research (2010). Za knihy From Gutenberg to the Global Information Infrastructure a Scholarship in the Digital Age získala ocenění za nejlepší knihu z oblasti informační vědy, kterou udílí Asociace pro informační vědu a technologie. V roce 2016 Asociace amerických nakladatelů udělila publikaci Big Data, Little Data, No Data cenu Nejlepší kniha z oblasti matematické informatiky a informační vědy.